# Libri deuterocanonici

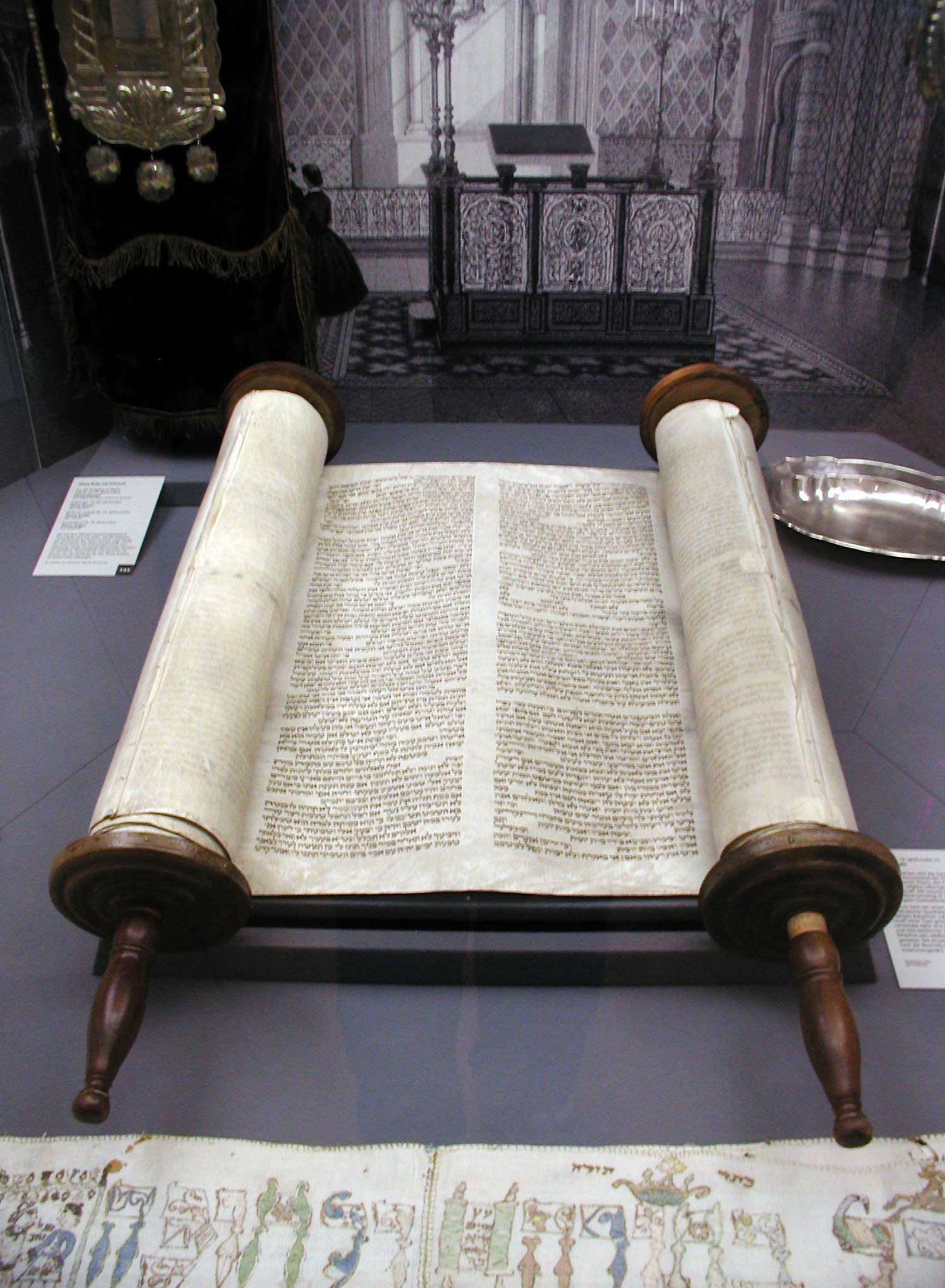
Sefer Torah della Synagoge Glockengasse (ricostruzione), Colonia. Il testo sacro ebraico è qui nella sua forma tradizionale di rotolo.

I Libri Deuterocanonici (ovvero del secondo canone) sono quei libri dell'Antico Testamento che sono stati accolti nel canone della Chiesa latina e dalla Chiesa greca, ma che sono stati parzialmente o totalmente respinti dalla Comunione anglicana e dalle chiese protestanti che li ritengono validi non per la formazione di articoli dottrinali, ma solo per l'edificazione personale. Dai Protestanti sono chiamati apocrifi. Il termine "deuterocanonici" viene anche utilizzato per alcuni libri del Nuovo Testamento, detti più comunemente antilegomena.

## Nell'Antico Testamento
I libri deuterocanonici dell'Antico Testamento sono presenti nella versione greca della Bibbia detta LXX (che costituisce il cosiddetto canone alessandrino); originariamente furono accolti anche dagli Ebrei della Giudea che nel Concilio di Jamnia alla fine del I secolo decisero di ripudiare questi testi, che ci sono pervenuti solo in greco. Nel XX secolo però vennero ritrovati alcuni frammenti di questi testi in lingue semitiche come ebraico o aramaico.
Nella tradizione cristiana sono esplicitamente considerati canonici a partire dal Decreto di Damaso o De explanatione fidei, promulgato da papa Damaso I nel 382 (testo latino). Seguendo Martin Lutero, che peraltro li tradusse in tedesco, la tradizione protestante li considera non canonici. Lutero credette di ravvisare in questi libri gli apocrifi di cui parlava la tradizione patristica. Proprio in contrasto a questa visuale il frate domenicano Sisto da Siena, ebreo converso e profondo conoscitore di ebraico e di lingue bibliche, nella sua monumentale opera Bibliotheca Sancta, introdusse il termine deuterocanonico (dal greco δεὐτερος deúteros, 'secondo') per indicare che i libri così identificati erano stati considerati canonici in un secondo tempo.
| Libri deuterocanonici                                       | Libri deuterocanonici                                                                                       | Libri deuterocanonici | Libri deuterocanonici | Libri deuterocanonici | Libri deuterocanonici |
| Titolo                                                      | Autore | Lingua | Data | Contenuto | Note |
| ----------------------------------------------------------- | --- | --- | --- | --- | --- |
| Giuditta                                                    | anonimo | greco forse su un prototesto ebraico perduto                                                                                          | redazione finale nel II secolo a.C. durante la rivolta dei Maccabei contro la persecuzione di Antioco IV Epifane                  | Assedio della città giudea di Betulia da parte di Oloferne, generale di Nabucodonosor (605-562 a.C.) re degli Assiri (in realtà babilonese). Una pia e bella vedova di nome Giuditta riesce a far ubriacare il generale e gli taglia la testa, provocando la sconfitta degli assedianti   | In una cornice storico-geografica imprecisa o del tutto errata viene descritto l'intervento salvifico di Dio tramite una donna, simbolo della nazione giudea (v. Giuditta) chiamata alla resistenza contro il persecutore straniero |
| Tobia                                                       | anonimo | greco forse su un prototesto aramaico o ebraico perduto                                                                               | inizio II secolo a.C. forse in Israele                                                                                            | A Ninive il giudeo Tobi diventato cieco invia suo figlio Tobia da lontani parenti a Ecbatana tra cui vive Sara, alla quale un demone uccide i mariti. Nel viaggio Tobia è accompagnato dall'angelo Raffaele che rende possibile il matrimonio tra Sara e Tobia e al ritorno guarisce Tobi | Romanzo popolare esortante alla fedeltà alla Legge nonostante le avversità della diaspora |
| 1Maccabei                                                   | anonimo | greco su prototesto ebraico perduto                                                                                                   | fine II secolo a.C. in Israele | Rappresenta un resoconto storico dettagliato e preciso della lotta nazionalista guidata dai fratelli Maccabei (Giuda, Gionata e Simone) tra il 176 e il 134 a.C. contro il dominio dei Seleucidi in Israele, in particolare contro Antioco IV                                             | Come stile ricalca le narrazioni storiche dell'Antico Testamento (1-2 Samuele, 1-2Re, 1-2 Cronache) |
| 2Maccabei                                                   | anonimo sunteggiatore di un'opera in 5 libri di un certo Giasone di Cirene, scrittore giudeo della diaspora | direttamente in greco | fine II secolo a.C. in Israele | Non è il seguito di 1Mac ma presenta gli avvenimenti connessi alla lotta dei Maccabei tra il 176 e il 160 a.C. (cc. 1-7 di 1Mac) | Presenta esplicitamente il tema teologico della creazione dal nulla, della risurrezione dei giusti, dei meriti dei martiri e dell'intercessione per i morti                                                                         |
| Sapienza di Salomone o solo Sapienza                        | pseudoepigrafo di Salomone                                                                                  | greco | Ad Alessandria d'Egitto tra il 20 a.C. e il 38 d.C. San Girolamo, nel 405, lo attribuì a Filone d'Alessandria (15 a.C.- 45 d.C.). | Indicativamente 3 sezioni: cc. 1-5 destino umano secondo Dio; cap. 6-11,3 elogio della Sapienza; cap. 14 idolatria e le statue di Caligola nelle sinagoghe. | È l'ultimo libro dell'Antico Testamento, scritto dai Giudei della diaspora. Evidente influsso ellenista. Presenta la Sapienza di Dio.                                                                                               |
| Siracide o Sapienza di Siracide o Ecclesiastico             | Gesù figlio di Sirach, maestro scriba di Gerusalemme                                                        | originale ebraico perduto e ritrovato parzialmente (circa 2/3) nel 1910, tradotto in greco dal nipote di Ben Sirach verso il 130 a.C. | circa 180 a.C. a Gerusalemme | Implementa riflessioni religiose senza un definito piano sistematico | Esalta la religione ebraica nei confronti della cultura ellenista |
| Baruch                                                      | pseudoepigrafo di Baruch 'segretario' di Geremia durante l'esilio babilonese (VI secolo a.C.)               | direttamente in greco, la 2ª parte probabilmente da un originale ebraico                                                              | seconda metà del II secolo a.C.                                                                                                   | 4 parti eterogenee: 1. Introduzione storica; 2. Preghiera penitenziale; 3. meditazione sulla Sapienza; 4. Esortazione e consolazione di Gerusalemme | Rivolto alla diaspora esorta alla riconciliazione con Dio |
| Lettera di Geremia                                          | pseudoepigrafo del profeta Geremia (VII-VI secolo a.C.), forse di un Giudeo di Alessandria d'Egitto         | greco forse su un prototesto ebraico perduto                                                                                          | IV-II secolo a.C. (?) | Messa in guardia contro l'idolatria | Rivolto alla diaspora in Siria o Fenicia. Conservato nella Vulgata e nella tradizione cattolica come c. 6 del Libro di Baruc |
| Preghiera di Azaria e Cantico dei tre giovani nella fornace | anonimo | greco forse su un prototesto ebraico                                                                                                  | metà del II secolo a.C. | Contiene una preghiera di Azaria=Abdenego e un cantico delle creature dei 3 giovani (Sadrach, Mesach e Abdenego) nella fornace a Babilonia VI secolo a.C. | Aggiunta del testo del Libro di Daniele della Settanta rispetto alla versione ebraica, conservata poi nella Vulgata e nella tradizione cattolica                                                                                    |
| Storia di Susanna                                           | anonimo | greco forse su un prototesto ebraico                                                                                                  | metà del II secolo a.C. | A Babilonia nel VI secolo a.C. il saggio Daniele discolpa la bella Susanna dalle calunnie di adulterio di due empi anziani giudei | Testo autonomo della Settanta, incorporato nella Vulgata e nella tradizione cattolica come cap. 13 del Libro di Daniele quale aggiunta                                                                                              |
| Bel e il Drago                                              | anonimo | greco forse su un prototesto ebraico                                                                                                  | metà del II secolo a.C. | 2 racconti autonomi: 1. a Babilonia sotto Ciro (590-529 a.C.) il saggio Daniele dimostra la falsità del culto all'idolo Bel; 2. Daniele uccide un drago venerato come divinità, viene gettato nella fossa dei leoni ma dopo una settimana viene liberato incolume                         | Testo autonomo della Settanta, incorporato nella tradizione cattolica come cap. 14 del Libro di Daniele quale aggiunta |
| Ester (versione greca)                                      | anonimo | greco | II secolo a.C. | A Susa sotto il regno di Artaserse (465-424 a.C.) la giudea Adassa = Ester sventa un complotto di palazzo ordito da Aman contro i Giudei | Versione contenuta nella Settanta del Libro di Ester ebraico con notevoli aggiunte (93 versetti) e variazioni |

## Nel Nuovo Testamento
Il termine viene talvolta utilizzato anche per alcuni libri del Nuovo Testamento per i quali in antico erano sorti dei dubbi sull'autenticità, ma che alla fine sono stati ritenuti canonici. Alcuni di questi erano in antico detti antilegomena. Anche in questo caso, nel XVI secolo risorsero delle discussioni sulla loro validità.
Essi sono:
- Lettera agli Ebrei
- Seconda lettera di Pietro
- Seconda lettera di Giovanni
- Terza lettera di Giovanni
- Lettera di Giacomo
- Lettera di Giuda

## I libri apocrifi o pseudoepigrafi
I libri invece che non fanno parte di alcun canone perché di dottrina o attribuzione incerta vengono detti apocrifi (ad esempio il protovangelo di Giacomo). Poiché in ambito protestante i deuterocanonici sono chiamati apocrifi, tali libri sono invece indicati come pseudoepigrafi (cioè di falsa attribuzione). Si riconosce, non di meno, che questa nomenclatura sia carente dato che è oramai ampiamente riconosciuto dagli studiosi di ogni denominazione che anche numerosi libri, o parti di libri, (proto-canonici) sono pseudoepigrafici, cioè sono falsamente attribuiti agli autori di cui portano il nome (p. es. il libro di Daniele, Isaia 40-66, molta parte del Pentateuco).

## Nell'arte
I libri deuterocanonici (o apocrifi) dell'Antico Testamento ebbero una grande eco nel XVIII secolo, quando se ne trassero libretti per opere e oratori in musica composti da artisti come Vivaldi e Händel.